# Ingvar Sandström
Pour les articles homonymes, voir Sandström.
Ingvar Sandström (né le 3 septembre 1942 à Lycksele) est un ancien fondeur suédois.

## Palmarès

### Championnats du monde
| Épreuve / Édition | Oslo 1966 | Vysoke Tatry 1970 |
| 30 km             | 4e        |                   |
| 4 × 10 km         |           | Bronze            |